# Brayan Fabricio Ramírez
Brayan Fabricio Ramírez (16 de junho de 1994) é um futebolista profissional hondurenho que atua como meia, atualmente defende o Juticalpa FC.

## Carreira

### Rio 2016
Brayan Fabricio Ramírez integrou o elenco da Seleção Hondurenha de Futebol nas Olimpíadas de 2016, que ficou na quarta posição.